# Quicksand - Accusato di omicidio
Quicksand - Accusato di omicidio è un film del 2003 diretto da John Mackenzie, basato sul libro Boudapesti 3 di Desmond Lowden.

## Trama
Martin Raikes lavora a New York come revisore contabile d’una banca. Per indagare su una transazione sospetta, si reca nel sud della Francia. Sembrerebbe un banale lavoro di routine, ma che ben presto si trasforma per Martin in un intrigo ordito ai suoi danni dal potente boss criminale russo Oleg. 
 Ingiustamente accusato dell’omicidio del capo della polizia locale (in realtà al soldo del boss, poi ribellatosi), Martin deve darsi alla fuga per provare la sua innocenza, grazie all’aiuto di Lela e dell’attore Jake Mallows, a loro volta pedine inconsapevoli delle macchinazioni di Oleg.